# Phyllanthus cocumbiensis
Phyllanthus cocumbiensis är en emblikaväxtart som beskrevs av Jean F.Brunel. Phyllanthus cocumbiensis ingår i släktet Phyllanthus och familjen emblikaväxter.
Artens utbredningsområde är Angola. Inga underarter finns listade i Catalogue of Life.